# Prenk Jakova
Prenk Jakova vagy Prenkë Jakova (Shkodra, 1917. június 27. – Shkodra, 1969. szeptember 9.) albán zeneszerző, az albán vokális zene mestere, az albán opera atyja. Nevének egyéb írásmódja: Preng Jakova, Prengë Jakova.

## Élete
Szülővárosában zeneiskolába, a Saverian kollégiumba, majd 1929–35 között a helyi Ilirikum gimnáziumba járt. 1936-ban egy Shkodra melletti falu, Bërdica, majd 1939-ben Orosh tanítója lett. Saját kedvtelésére már ekkor foglalkozott komponálással is, és népzenei gyűjtéseket végzett a vidékén. 1940-ben visszatért szülővárosába, 1942-ben pedig beiratkozott a római Santa Cecilia Konzervatórium klarinét tanszakára. Tanulmányai befejeztével 1944-ben visszatért, és bekapcsolódott a kommunista partizánok ellen harcoló Nemzeti Front tevékenységébe. A kommunisták elfogták és elítélték, de hamarosan nagy tekintélyű pártfogói – Çesk Zadeja és Tonin Harapi zeneszerzők – közbenjárására amnesztiában részesült. 1948 és 1951 között több shkodrai iskolában énektanárként dolgozott, ezt követően a zeneszerzésnek szentelhette életét.

### Munkássága
Zeneszerzői munkásságát a vokális zenei kompozíciók jellemzik, dalok, kantáták, kórusművek sora fűződik a nevéhez. 1958-ban a shkodrai Migjeni Színházban mutatták be Mrika című művét, az albán zenetörténet első operáját (Llazar Siliqi librettójával), amelyet tíz évvel később követett második nagy színpadi műve, a Szkander bég (Gjergj Kastrioti – Skënderbeu, 1968). Két legjelentősebb művén a 19. századi olasz belcanto-operairodalom és az albán népzene hatása tükröződik.

## Emlékezete
Shkodrában egy zenei és művészeti középiskola viseli a nevét.